# Cyperus chordorrhizus
Cyperus chordorrhizus är en halvgräsart som beskrevs av Emilio Chiovenda. Cyperus chordorrhizus ingår i släktet papyrusar, och familjen halvgräs. Inga underarter finns listade i Catalogue of Life.